# Kishino Yasuyuki
Yasuyuki Kishino (岸野 靖之, sinh ngày 13 tháng 6 năm 1958) là một huấn luyện viên và cựu cầu thủ bóng đá người Nhật Bản.

## Sự nghiệp Huấn luyện viên
Yasuyuki Kishino đã dẫn dắt Verdy Kawasaki, Sagan Tosu, Yokohama FC và Kataller Toyama.